# 花長井線
花長井線（日语：／ Furawā-Nagai sen */?）是一條連結山形縣南陽市的赤湯站至西置賜郡白鷹町的荒砥站，屬於山形鐵道的鐵路線。此線繼承舊特定地方交通線的東日本旅客鐵道（JR東日本）長井線。名稱的「花長井線」來自沿線有許多花的名所。

## 歷史
2023年4月22日，花長井線迎來全線開通的100周年。2025年3月24日，山形鐵道宣布因為多名列車司機陸續退休，無法維持現有的運行班次，因此自4月1日起停止上行與下行方向各4班車次的運轉，佔當時花長井線的每日列車總班次數的三分之一。

## 路線資料
- 管轄（事業類別）：山形鐵道（第一種鐵道事業者）
- 路段、路線距離（營業距離）：赤湯－荒砥 30.5公里
- 軌距：1067毫米
- 站數：17個（包括起終點站）
- 複線路段：无（全線單線）
- 電氣化路段：无（全線非電氣化（日语：非電化））
- 閉塞方式：自動閉塞式（特殊）
  - 各停車場（停留所除外）間只有一個閉塞，不存在閉塞信號機。
- 運轉指令所（日语：運転指令所）：荒砥運轉所CTC中心

## 运行形态
一人运转（早上、傍晚时乘务员同乘）的各站停车班次在线路内折返运行，1-2小时运行1趟。一人运转时即使是多节车厢编组，也只能在行进方向一侧的头车上车。赤汤站至荒砥站间的所需时间约为1小时。

花长井线在今泉站与JR米坂线连接、在赤汤站与JR山形线和山形新干线连接。JR米坂线往小国站/坂町站方向和山形线往山形站/新庄站方向的联系，与在米泽站的连接相比，通过本线的今泉站至赤汤站之间不仅运费便宜，而且轉乘也很好。

## 車站列表
- 所有車站都位於山形縣
- 括弧內的站名是轉換前的舊站名，*的車站是轉換時（後）設置的車站
- #是可待避的車站

| 中文站名        | 日文站名 | 英文站名 | 站間距離 | 營業距離 | 接續路線、備註                                 | 所在地         |
| --------------- | -------- | -------- | -------- | -------- | ---------------------------------------------- | -------------- |
| 赤湯            |          |          | -        | 0.0      | 東日本旅客鐵道：奧羽本線（山形線）、山形新幹線 | 南陽市         |
| 南陽市役所*     |          |          | 0.9      | 0.9      |                                                | 南陽市         |
| 宮內（宮內町）# |          |          | 2.1      | 3.0      |                                                | 南陽市         |
| 織機（西宮內）  |          |          | 1.4      | 4.4      |                                                | 南陽市         |
| 梨鄉            |          |          | 2.4      | 6.8      |                                                | 南陽市         |
| 西大塚          |          |          | 3.5      | 10.3     |                                                | 東置賜郡川西町 |
| 今泉#           |          |          | 1.9      | 12.2     | 東日本旅客鐵道：米坂線                         | 長井市         |
| 時庭            |          |          | 2.7      | 14.9     |                                                | 長井市         |
| 南長井          |          |          | 2.4      | 17.3     |                                                | 長井市         |
| 長井#           |          |          | 1.0      | 18.3     | （山形鐵道本社所在站）                         | 長井市         |
| 菖蒲公園*       |          |          | 0.8      | 19.1     |                                                | 長井市         |
| 羽前成田        |          |          | 1.9      | 21.0     |                                                | 長井市         |
| 白兔*           |          |          | 2.2      | 23.2     |                                                | 長井市         |
| 蠶桑            |          |          | 1.4      | 24.6     |                                                | 西置賜郡白鷹町 |
| 鮎貝            |          |          | 3.3      | 27.9     |                                                | 西置賜郡白鷹町 |
| 四季之鄉*       |          |          | 0.7      | 28.6     |                                                | 西置賜郡白鷹町 |
| 荒砥            |          |          | 1.9      | 30.5     | （車輛基地所在站）                             | 西置賜郡白鷹町 |

## 來源
1. ↑  . 山形鉄道株式会社.   [2025-04-29]. （原始内容存档于2025-04-29） （日语）.
2. ↑  . 朝日新聞社. 2023-04-23  [2025-04-29]. （原始内容存档于2025-04-29） （日语）.
3. ↑  . TBS NEWS DIG. 2023-04-24  [2025-04-29]. （原始内容存档于2025-04-29） （日语）.
4. ↑  . 山形鉄道株式会社.   [2025-04-29]. （原始内容存档于2025-04-29） （日语）.
5. ↑  . TBS NEWS DIG. 2025-03-24  [2025-04-29]. （原始内容存档于2025-04-29） （日语）.
6. ↑  . NHK. 2025-03-25  [2025-04-29]. （原始内容存档于2025-04-29） （日语）.
7. ↑  . 日テレNEWS NNN. 2025-03-25  [2025-04-29]. （原始内容存档于2025-04-29） （日语）.
8. ↑  . 朝日新聞社. 2025-03-26  [2025-04-29]. （原始内容存档于2025-04-29） （日语）.

## 外部連結
- 山形鐵道 （页面存档备份，存于）（日語）